# Павелец, Мариуш
Мариуш Павелец  (пол. Mariusz Pawelec; род. 14 апреля 1986, Люблин) — польский футболист, левый защитник клуба «Шлёнск».

## Клубная карьера
Профессиональную карьеру начал в 2003 году в клубе «Гурник» из Ленчна. Сезон 2007/08 провёл в аренде в «Гурнике» из Забже. С 2008 года по настоящее время выступает в структуре клуба «Шлёнск».

## Международная карьера
Дебют за национальную сборную Польши состоялся 15 декабря 2007 года в товарищеском матче против сборной Боснии и Герцеговины (1-0). Всего Мариуш провёл 2 матча за сборную.

## Достижения
- Чемпион Польшиː 2011/12
- Обладатель Суперкубка Польшиː 2012
- Обладатель Кубка Экстраклассыː 2009